# سهيل بن بيضاء
سهيل بن بيضاء (المتوفي سنة 9 هـ) صحابي من السابقين إلى الإسلام، هاجر إلى الحبشة، ثم إلى يثرب، وشهد مع النبي محمد ﷺ المشاهد كلها، وتوفي في المدينة المنورة بعد العودة من غزوة تبوك.

## سيرته
كان سهيل بن وهب بن ربيعة بن هلال الفهري المعروف بـ «سهيل بن بيضاء» نسبة إلى أمه «البيضاء» واسمها دعد بنت جحدم الفهرية، من السابقين إلى الإسلام. هاجر سهيل إلى الحبشة الهجرتين. ثم عاد وهاجر إلى يثرب، ونزل مع أخيه صفوان على كلثوم بن الهدم. شهد سهيل مع النبي محمد غزواته كلها، وتوفي سهيل سنة 9 هـ في المدينة المنورة وعمره 40 سنة، وذلك بعد عودته من غزوة تبوك، وصلى النبي محمد عليه في المسجد النبوي.